# Ниртинген
Ниртинген (њем. Nürtingen) град је у њемачкој савезној држави Баден-Виртемберг. Једно је од 44 општинска средишта округа Еслинген. Према процјени из 2010. у граду је живјело 40.395 становника. Посједује регионалну шифру (AGS) 8116049.

## Географски и демографски подаци
Ниртинген се налази у савезној држави Баден-Виртемберг у округу Еслинген. Град се налази на надморској висини од 291 метра. Површина општине износи 46,9 km². У самом граду је, према процјени из 2010. године, живјело 40.395 становника. Просјечна густина становништва износи 861 становника/km².

## Међународна сарадња
| Мјесто           | Држава               | Врста сарадње | Од    |
| ---------------- | -------------------- | ------------- | ----- |
| Ержебет-Шорокшар | Мађарска             | партнерство   | 2000. |
| Понтиприд        | Уједињено Краљевство | партнерство   | 1968. |
|                  | Француска            | партнерство   | 1962. |
| Извор            |                      |               |       |